# Massacre de Nemmersdorf
O povoado de Nemmersdorf , a sudoeste de Gumbinnen, na Prússia Oriental, foi palco de um dos mais conhecidos crimes de guerra soviéticos. O assim chamado Massacre de Nemmersdorf ocorreu em 21 e 22 de outubro de 1944 e  tornou-se símbolo do horror das atrocidades cometidas pelas integrantes das Forças Armadas Soviéticas contra a população alemã oriental.

## Os fatos
O historiador norte-americano Alfred M. de Zayas, um especialista em direito internacional classifica este crime como um dos mais documentados exemplos das atrocidades cometidas pelos soviéticos na Segunda Guerra Mundial.
Devido à  ponte sobre o rio Angerapp , o local era estrategicamente importante. Em 20 de outubro de 1944 reinava o caos no povoado. Caravanas de fugitivos,  retirantes  e comboios de transporte militar congestionavam-se. Escasseavam informações confiáveis sobre a situação fronteiriça. Muitos moradores decidiram acompanhar as caravanas de fugitivos.
Em 1949 foi criado na então Alemanha Ocidental o Bundevertriebenenministerium (Ministério Federal, incumbido das questões decorrentes da expulsão e perseguição da população alemã oriental). 
No documentação  elaborada pelo Ministério - A expulsão da população alemã das regiões a leste dos (rios) Oder e Neisse- constam diversos testemunhos do ocorrido:
Entre os testemunhos há os depoimentos do Volkssturmmann (miliciano)  Karl Potrok, que declara a existência de no mínimo 72 mortos, sendo que
- Seis mulheres foram crucificadas nuas, quatro das quais numa carroça e as restantes num portão de galpão (silo).
- De uma idosa cega foi partido o crânio com um machado ou pá.
- Todas vítimas femininas foram estupradas.

Corroborando e complementado as declarações de Karl Protok,  constam depoimentos de moradores do povoado, soldados e oficiais (entre estes o Stabchef da 4ª. Armada da Prússia Oriental,  Major-General Dethleffsen), além de relatos de correspondentes do jornal norueguês  Fritt Folk do dia 6 , e do jornal Courier de Genève do dia 07 de novembro de 1944.
Às 6 horas do dia 21 de outubro de 1944 iniciou-se o ataque soviético ao local, e as 7:30 hrs os primeiros soviéticos passaram a ponte. Ao inicio dos combates, 14 moradores refugiaram-se num abrigo. Em seguida este abrigo foi invadido por soldados soviéticos em busca de proteção contra um contra-ataque alemão com suporte aéreo. Após amainarem-se os combates, os soldados ordenaram o abandono do abrigo, para em seguida abrir fogo indiscriminadamente contra as pessoas: crianças, mulheres e velhos. Apenas uma mulher sobreviveu.
No dia 23 de outubro de 1944, às 4:30 hrs, os soviéticos retiraram-se para o outro lado do rio Angerapp. Aos soldados alemães que os seguiam, apresentou-se todo o horror.
As 13 pessoas do abrigo não eram as únicas vítimas. Encontrou-se crianças mortas por espancamento. Mulheres estupradas e assassinadas encontraram-se pregadas no portão do silo. O crânio de uma menina estava partido.
Em 27 de outubro de 1944 chegou uma comissão internacional de médicos da Cruz Vermelha. Suas análises foram apresentadas em 31 de outubro de 1944 à Charité de Berlim. Os médicos constataram que todas meninas de 8 a 12 anos, além de uma mulher cega de 84 anos haviam sido estupradas.
Joseph Goebbels mencionou Nemmersdorf por quatro vezes em seu diário. Em 03 de novembro de 1944 registrou: "Ademais os soviéticos permitem-se à macabra zombaria de denominar as atrocidades por eles cometidas na Prússia Oriental e por nós detectadas, como invenção alemã, além de ainda afirmar que nós mesmos fuzilamos civis(...) a fim de termos mortos a apresentar no noticiário semanal."
 ("Im übrigen leisten die Sowjets sich den schaurigen Scherz, ihre von uns festgestellten Greueltaten in Ostpreußen als deutsche Erfindung zu bezeichnen und darüber hinaus zu behaupten, daß wir Zivilisten (...) selbst erschießen lassen, um Tote für die Wochenschau zu haben").  Assim julgam os outros por si.
A tática soviética de atribuir os crimes aos alemães mostrou-se eficiente ainda no julgamento de Nuremberga. Os acusadores aliados assimilaram a versão soviética, por conveniência ou por estarem totalmente imbuídos da propaganda anti-alemã de forma a desconsiderarem qualquer possibilidade de sua inocência.
Os relatórios  e protocolos da comissão internacional de investigações tinham desaparecidos, eliminados ou perdidos, somente sobraram algumas fotos.

## Testemunhos e repercussões

##### Depoimento de Harry Thürk
O historiador americano Alfred Maurice de Zayas entrevistou o escritor Harry Thürk, que estava entre os primeiros soldados a entrar em Nemmersdorf no dia 23 de outubro de 1944. Ele informou: 

"Eu vi civis mortos em uma estrumeira cercada. Lá jazia um idoso com um forcado enfiado no peito. (...) Numa casa jazia uma velha nos ladrilhos da cozinha. Uma mulher mais nova estava estendida no corredor. (...) Chegamos num dormitório com camas metálicas, laqueadas de branco. Uma cama estava embedida de sangue, mas não havia ninguém dentro. (...) Na asa direita de um portão do celeiro, uma mulher pendia pregada."
("Ich habe tote Zivilisten auf einem eingefriedeten Misthaufen gesehen, Da lag ein älterer Mann, der hatte eine Mistgabel im Brustkorb stecken.(…) In einem Haus lag in einer großen Wohnküche eine alte Frau auf de Fliesen. Eine jüngere Frau lag im Hausflur.(…) Dann waren wir in einem Schlafzimmer mit Metallbetten, weiß lackiert. Ein Bett war ganz von Blut durchtränkt. Da lag aber niemand drin. (...) An einem Scheunentor, am rechten Torflügel, war eine Frau angenagelt".)

##### Depoimento de Erich Dethleffsen
Alfred M. de Zayas entrevistou também o Major-General da 4ª Armada Erich Dethleffsen, que lhe confirmou o conteúdo do relatório da comissão internacional de investigação.
O Major também testemunhou no processo de Nuremberga:
"Quando em outubro de 1944 formações russas romperam a "Front" (linha de defesa) alemã na região de Groß-Waltersdorf e avançaram temporariamente até Nemmersdorf, soldados soviéticos fuzilaram civis em grande parte dos povoados ao sul de Gumbinnen - em parte com torturas como encravar a vítima no portão do silo. Uma grande quantidade de mulheres foram violentadas. Também foram fuzilados pelos soviéticos em torno de 50 prisioneiros de guerra franceses. Os referidos povoados, após 48 horas voltaram novamente ao domínio alemão. O inquirimento de testemunhas, relatórios médicos das necropsias e fotografias dos cadáveres foram me apresentados poucos dias após".
("Als im Oktober 1944 russissche Verbände in der Gegend Groß-Waltersdorf die deutsche Front durchbrochen und vorübergehend bis Nemmersdorf vorstießen, wurde in einer größeren Anzahl von Ortschaften südlich Gumbinnen die Zivilbevölkerung - zum Teil unter Martern wie Annageln am Scheunentore - durch russische Soldaten erschossen. Die betreffenden Ortschaften waren 48 Stunden später wieder  in deutscher Hand. Die Vernehmung lebendgebliebener Augenzeugen, ärztliche Berichte über die Obduktion der Leichen und Photographien der Leichen haben mir wenige Tage später vorgelegen.")
Em dialogo particular com Alfred de Zayas, Dethleffsen confirmou seu depoimento testemunhal de 05 de julho de 1946.

##### Depoimento de Heinrich Amberger
O Primeiro-Tenente Heinrich Amberger, chefe da 13a. Companhia de Para-Quedistas e Blindados, depôs:
 "Nas margens das ruas e quintais de casas jaziam em grande quantidade cadáveres de civis que aparentemente não faleceram acidentalmente por balas perdidas durante combates, mas que foram assassinados de forma planejada. Entre outras coisas vi numerosas mulheres mortas por disparos na nuca e que, a julgar por suas vestimentas deslocadas e rasgadas, haviam sido estupradas. Ao lado destas mulheres havia também cadáveres de crianças alemãs assassinadas."
("Am Straßenrand und in den Höfen der Häuser lagen massenhaft Leichen von Zivilisten, die augenscheinlich nicht im Lauf von Kampfhandlungen durch verirrte Geschosse getötet, sondern planmäßig ermordet wurden. Unter anderen sah ich zahlreiche Frauen die man, nach Lage der verschobenen und zerrissenen Kleidungsstücke zu urteilen, vergewaltigt und danach durch Genickschuß getötet hatte; zum Teil lagen daneben auch die ebenfalls getöteten deutschen Kinder").

##### Resumo do Estado-Maior
Em 4 de abril de 1945 o Estado-Maior das Forças Armadas apresentou ao Ministério das Relações Exteriores um resumo sobre o comportamento soviético nas áreas alemãs ocupadas. De acordo com o documento, prisioneiros soviéticos teriam afirmado
 "que tinham sido orientados pelos seus oficiais, que em território alemão poderiam agir como bem entendessem. Isto valeria sobretudo para o tratamento de mulheres e meninas, que poderiam sem mais, ser violentadas".
("dass sie von ihren politischen Offizieren darüber unterrichtet worden seien, dass sie auf deutschen Gebiet tun und lassen könnten, was sie wollten. Dies gelte insbersondere für die Behandlung von Frauen und Mädchen, die ohne weiteres vergewaltigt warden könnten").

##### Notícia do Courrier de Geneve
O jornal suiço Courrier de Geneve de 7 de novembro de 1944 publicou: 
"A guerra na Prússia Oriental, que se desenvolve no triângulo formado por Gumbinnen-Goldap-Ebenrode, sobressai-se entre os acontecimentos atuais, após a reconquista de Goldap pelos alemães. A situação não se caracteriza somente pelos combates encarniçados das tropas regulares, pelo descomedimento em recursos empregados por ambos os lados e pela mobilização da recém criada milícia alemã, mas lamentavelmente também pelo emprego dos mais que conhecidos métodos de fazer guerra: as mutilações e execuções de prisioneiros, ocorridas na tarde de 20 de outubro, e o extermínio quase completo da população alemã, na medida em que tinham permanecido em suas regiões. A população civil, por assim dizer, desapareceu das áreas em combate, pois a maioria dos moradores rurais fugiu com suas famílias. Com exceção de uma jovem alemã e um trabalhador polonês, tudo foi dizimado pelo exército vermelho. 30 homens, 20 mulheres, 15 crianças caíram nas mãos dos russos e foram assassinados em Nemmersdorf. Em Brauersdorf avistei dois trabalhadores rurais de ascendência francesa, ex-prisioneiros de guerra, que igualmente foram massacrados. Um deles pôde ser identificado. Próximo dali, 30 prisioneiros alemães sofreram o mesmo destino. Para poupar os leitores, evito descrever as mutilações e a visão terrível dos cadáveres em campo aberto. Trata-se de impressões que ultrapassam a mais criativa das fantasias".
("Der Krieg in Ostpreußen, der sich im Dreieck Gumbinnen-Goldap-Ebenrode abspielt, steht im Augenblick im Vordergrund des Geschehens, seit Goldap von den Deutschen wieder zurückerobert  worden ist. Die Lage wird nicht nur durch die erbitterten Kämpfe der regulären Truppen, durch das Übermaß an eingesetztem Material auf beiden Seiten und dadurch gekennzeichnet, daß die neugeschaffene deutsche Miliz mit eingesetzt wird, sondern leider auch durch allzu bekannte Methoden der Kriegsführung: Verstümmelung und Hinrichtung von Gefangenen und die fast vollständige Ausrottung der deutschen Bevölkerung, soweit sie in ihrem Gebiet geblieben war, am Spätnachmittag des 20. Oktober ... Die Zivilbevölkerung ist sozusagen aus dem umkämpften Gebiet verschwunden, denn die meisten Landbewohner sind mit ihren Familien geflohen. Mit Ausnahme einer jungen deutschen Frau und eines polnischen Arbeiters ist alles von der Roten Armee vernichtet worden. 30 Männer, 20 Frauen, 15 Kinder sind in Nemmersdorf den Russen in die Hände gefallen und umgebracht worden. In Brauersdorf habe ich selbst zwei Landarbeiter französischer Herkunft gesehen, ehemalige Kriegsgefangene, die ebenfalls massakriert worden waren. Einer konnte identifiziert werden. Nicht weit davon 30 deutsche Gefangene, die das selbe Schicksal erlitten hatten. Ich verschone sie mit der Schilderung der Verstümmelung und dem entsetzlichen Anblick der Leichen auf offenem Feld. Es sind Eindrücke, die auch die lebhafteste Phantasie übersteigen.")

##### Filme
(Em alemão)
- Die Deutsche Wochenschau: Nemmersdorf

##### Internet
(Em alemão)
- Testemunha ocular do massacre de Nemmersdorf (Junge Freiheit)
- Testemunhas relatam os acontecimentos durante a reconquista de Nemmersdorf (Preußische allgemeine Zeitung)
- Correções da História : O caso Nemmersdorf
- Das Massaker von Nemmersdorf (kehrusker.net)